# 안킬로사우루스과

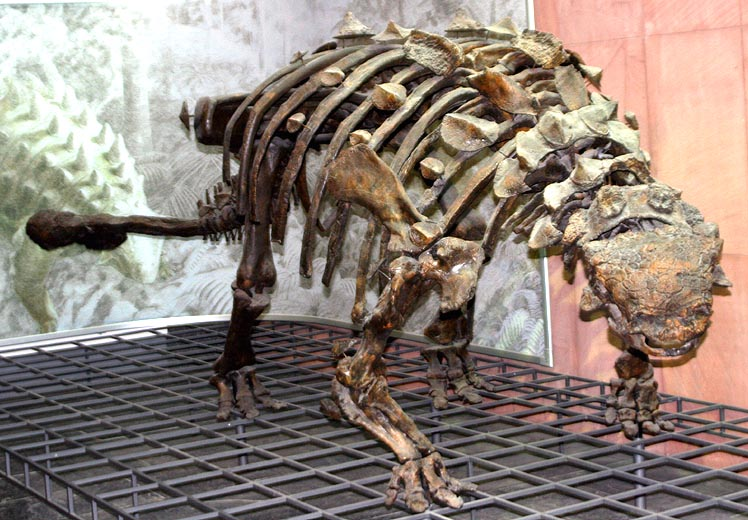

안킬로사우루스과(Ankylosauridae)는 장순아목 곡룡하목에 속하는 분류군이다.
두개골은 넓적하며, 꼬리 끝에는 커다란 곤봉 모양의 뼈가 있어 공격용 무기로 사용되었다. 공격을 당할 때 약한 복부 부분이 드러나지 않도록 땅에 납작하게 엎드려 뒤집히지 않는 포식자의 공격을 피하며 때로는 적극적으로 꼬리 끝의 곤봉을 휘둘러 포식자의 공격에 대항했다. 이러한 곤봉은 다리 근육과 강력하게 연결되어 결코 땅에 끌리지 않았다. 이 그룹은 잘 발달된 입천장뼈와 복잡한 호흡 구조를 가지고 있어 먹이를 씹는 동안 호흡할 수 있었다. 대표적으로 안킬로사우루스와 유오플로케팔루스, 사이카니아, 피나코사우루스 등이 있다. 또한 곤봉은 돌로 되어 있기도 했다.